# ۸۵۹ (خورشیدی)
۸۵۹ هشتصد و پنجاه و نهمین سال هجری خورشیدی است.